# Hippophae neurocarpa
Hippophae neurocarpa — вид квіткових рослин з родини маслинкових (Elaeagnaceae). Поширення: Тибет, Південно-Центральний Китай, Цінхай. Населяє днища долин, заплави, береги річок та тераси на висотах 3400–4400 метрів.

## Біоморфологічна характеристика
Це кущ або карликове дерево, зазвичай з плоскою верхівкою, заввишки 0.6–3.5 метра. Листові стебла тонкі, нерозгалужені, з колючою верхівкою. Листя чергове; листова пластинка знизу срібляста, 2–6(8) × 0.2–0.4 см, край загнутий або плоский. Плід коричневий або жовтувато-червоний, ± циліндричний, чітко вигнутий, з 5–7 ребрами, 5.5–8(9) × 3–4 мм, сріблясто-лускатий. Ендокарпій важко відокремити від насіння. Насіння циліндричне, вигнуте, 4–6 мм, поверхня матова, поздовжньо ребриста.

## Використання

### Як їжа
Фрукти вживають сирими або вареними. Фрукти дуже багаті на вітамін С, але дещо лимонний смак у сирому вигляді занадто кислий для більшості людей. Фрукти стають менш кислими після заморозків або після варіння.

### В медицині
Ніжні гілки та листя містять біологічно активні речовини, які використовуються для виробництва олії, що досить сильно відрізняється від олії, що виробляється з плодів. Цю олію використовують як мазь для лікування опіків. З плодів виготовляють високоякісну лікарську олію, яку використовують для лікування серцевих захворювань. Плід є дуже багатим джерелом вітамінів та мінералів, особливо вітамінів А, С та Е, флаваноїдів та інших біологічно активних сполук. Він також є досить хорошим джерелом незамінних жирних кислот, що досить незвично для фрукта.

### Інше
Деревина використовується як паливо.